# Апрмон (Оаза)
Апрмон (фр. Apremont) насеље је и општина у североисточној Француској у региону Пикардија, у департману Оаза која припада префектури Санлис.
По подацима из 2011. године у општини је живело 705 становника, а густина насељености је износила 51,76 становника/km². Општина се простире на површини од 13,62 km². Налази се на средњој надморској висини од 118 метара (максималној 133 m, а минималној 54 m).

## Демографија
| 1962. | 1968. | 1975. | 1982. | 1990. | 1999. | 2011. |
| ----- | ----- | ----- | ----- | ----- | ----- | ----- |
| 603   | 662   | 785   | 861   | 862   | 813   | 705   |

График промене броја становника у току последњих година